# Sydsudans fodboldlandshold
Sydsudans fodboldlandshold repræsenterer Sydsudan i fodbold og er kontrolleret af South Sudan Football Association; det styrende organ for fodbold i Sydsudan.
Sally Samuel Lolako blev den 25. maj 2011 udnævnt til at føre tilsyn med holdet. Lolako er træner for fodboldklubben Kator, der har hjemmebane i landets hovedstad Juba.
Den 25. maj 2012 blev Sydsudan godkendt som medlem af FIFA.

## Personale
- Landstræner:  Malesh Soro
- Hjælpetræner:  Elia Joseph
- Anfører: Award Doka

## Kampe
Sydsudans fodboldlandsholds første kamp var mod det kenyanske klubhold Tusker den 10. juli 2011. Kampen blev arrangeret som en del af landets uafhængighedsfest sammen med den første kamp med deres basketballlandshold. Kampen blev spillet på Juba Stadium. Sydsudan scorede indenfor 10 minutter, men tabte kampen 3-1.